# Rivière Closse
Pour les articles homonymes, voir Closse.
La rivière Closse est un affluent du lac Maricourt, coulant dans le canton de Closse, dans le territoire de Senneterre, dans la municipalité régionale de comté (MRC) de La Vallée-de-l'Or, dans la région administrative de l’Abitibi-Témiscamingue, au Québec, au Canada.
La rivière Closse coule du côté ouest du réservoir Gouin. La foresterie constitue la principale activité économique de ce bassin versant. La surface de la rivière est habituellement gelée de la mi-décembre à la mi-avril.

## Géographie
Le cours de la rivière Closse début à l’embouchure du lac Destera (longueur : 1,3 km ; largeur : 0,7 km ; altitude : 411 km). Ce lac est enclavé par deux montagnes dont les sommets atteignent : 450 m au nord-est et 455 m au nord-ouest.
Cette source de la rivière est située à :
- 3,9 km à l'est du lac Maseres lequel est traversé vers le sud par la rivière Macho ;
- 27,1 km au nord de la confluence de la rivière Macho et du lac Berthelot ;
- 95,4 km au nord-est de la confluence de la rivière Mégiscane et du lac Parent ;
- 106,4 km au nord-est du centre-ville de Senneterre ;
- 52 km au nord-ouest du Réservoir Gouin et à 60,6 km au nord du chemin de fer (arrêt Gagnon-Siding) du Canadien National.

Les principaux bassins versants voisins de la rivière Closse sont :
- côté nord : lac Closse, rivière Macho ;
- côté est : lac Misères, lac des Terrasses, lac Arlette ;
- côté sud : rivière Mégiscane ;
- côté ouest : rivière Macho, lac Maricourt.

À partir de sa source, la rivière Closse coule sur environ 24 km selon les segments suivants :
- 2,3 km vers l'ouest en formant un crochet vers le sud pour récupérer la décharge d’un lac, puis traversant le lac Frouard (longueur : 1,7 km ; altitude : 402 m sur 1,2 km ;
- 2,6 km vers le sud, notamment en traversant le lac Conrad (altitude : 407 m), jusqu’à son embouchure situé sur la rive sud ;
- 8,9 km vers le sud, en traversant le lac Closse (longueur : 6,3 km ; altitude : 393 m sur sa pleine longueur, jusqu’à son embouchure située au sud ;
- 1,7 km vers le sud en serpentant et à la fin de ce segment en traversant sur une centaine de mètres la partie ouest du lac Bucky (altitude : 390 m), jusqu’à son embouchure ;
- 8,3 km vers le sud-ouest, jusqu'à la confluence de la rivière[2].

La rivière Closse se décharge sur la rive nord-est du lac Maricourt (altitude : 384 m lequel est traversé versé le sud par la rivière Macho, un affluent de la rive nord de la rivière Mégiscane. Cette dernière est un affluent du lac Parent. Ce dernier lac se déverse à son tour dans la rivière Bell, un affluent du lac Matagami. Ce dernier lac se déverse à son tour dans la rivière Nottaway, un affluent de la rive sud-est de la Baie James (via la Baie de Rupert).
Cette confluence de la rivière Closse avec le lac Maricourt est localisée à :
- 9,6 km au nord de la confluence de la rivière Macho et de la rivière Mégiscane ;
- 83 km au nord-est de la confluence de la rivière Mégiscane avec le lac Parent ;
- 44,8 km au nord de l’ex-gare Gagnon-Siding du chemin de fer du Canadien National ;
- 94 km au nord-est du centre du village de Senneterre ;
- 51 km à l’ouest du réservoir Gouin.

## Toponymie
Le toponyme rivière Closse a été officialisé le 5 décembre 1968 à la Commission de toponymie du Québec, soit lors de sa création.